# Cypseloides
Cypseloides Streubel, 1848 è un genere di uccelli della famiglia Apodidae, diffuso nel Nuovo Mondo.

## Tassonomia
Il genere comprende le seguenti specie:
- Cypseloides cherriei — rondone frontemacchiata — Ridgway, 1893
- Cypseloides cryptus — rondone mentobianco, rondone golabianca — J.T.Zimmer, , 1945
- Cypseloides storeri — rondone frontebianca — Navarro, Peterson, Escalante & Benitez, 1992
- Cypseloides fumigatus — rondone fuligginoso — (Streubel, 1848)
- Cypseloides rothschildi — rondone di Rotschild, rondone maggiore del Sudamerica — J.T.Zimmer, 1945
- Cypseloides niger — rondone nero - rondone nero americano — (J.F.Gmelin, 1789)
- Cypseloides lemosi — rondone pettobianco — Eisenmann & Lehmann, 1962
- Cypseloides senex — rondone fosco, rondone maggior bruno — (Temminck, 1826)